# باژه-لا-ویل
باژه-لا-ویل (به فرانسوی: Bâgé-la-Ville) یک کمون در فرانسه است که در canton of Bâgé-le-Châtel واقع شده‌است.

## خصوصیات
باژه-لا-ویل ۳۹٫۶۸ کیلومترمربع مساحت و ۲٬۸۶۶ نفر جمعیت دارد و ۲۱۲ متر بالاتر از سطح دریا واقع شده‌است.